# Nemanthias bartlettorum
Nemanthias bartlettorum là một loài cá biển thuộc chi Nemanthias trong họ Cá mú. Loài này được mô tả lần đầu tiên vào năm 1981.

## Từ nguyên
Từ định danh bartlettorum được đặt theo tên của Nathan và Patricia Bartlett, hai người đã có những bức ảnh chụp dưới nước đầu tiên của loài cá này cho thấy có sự tồn tại của chúng (hậu tố orum trong tiếng Latinh mang ý nghĩa "để tri ân, kỷ niệm").

## Phân loại học
N. bartlettorum trước đây được xếp vào chi Pseudanthias, nhưng theo kết quả phân tích dữ liệu hình thái và phân tử mới đây vào đầu năm 2022 thì loài này được chuyển sang chi Nemanthias.

## Phạm vi phân bố và môi trường sống
N. bartlettorum được phân bố tập trung ở một số đảo quốc thuộc châu Đại Dương, bao gồm: Palau và đảo Kosrae (quần đảo Caroline); đảo Kwajalein (quần đảo Marshall); đảo Nauru và Tabuaeran (quần đảo Line, Kiribati); và xung quanh Tonga.
N. bartlettorum sống tập trung gần các rạn san hô ở độ sâu khoảng từ 4 đến ít nhất là 30 m.

## Mô tả
Chiều dài cơ thể lớn nhất được ghi nhận ở N. bartlettorum là 9 cm.
Cá đực phần lớn cơ thể có màu tím hồng, nhạt dần về phía bụng. Thân trên, từ vị trí gai vây lưng thứ 3–4 đến cuống đuôi có màu vàng tươi. Một sọc ngắn màu vàng cam bên dưới gai vây lưng thứ 8–9 thẳng gần xuống bụng. Đỉnh đầu phớt đỏ. Từ môi trên có một sọc cam sẫm băng qua dưới mắt kéo dài đến sau nắp mang (mờ dần về sau), xuất hiên ở cả cá cái. Vây lưng có các gai trước màu tím, màu vàng trở ra sau. Vây hậu môn và vây bụng màu tím nhạt, đều có dải đỏ ở rìa. Vây đuôi màu vàng tươi ở hai thùy, trong suốt ở giữa; rìa trên và dưới màu tím. Vây ngực trong suốt.
Ở cá cái, phần trên cơ thể có màu vàng tươi, phần còn lại màu tím hồng như cá đực, riêng vùng bụng và dưới hầu có màu trắng nhạt. Vây lưng màu vàng, trừ hai gai thứ đầu tiên màu tím. Vây hậu môn và vây bụng màu tím nhạt. Vây đuôi tương tự cá đực. Vây ngực trong suốt.
N. bartlettorum và Nemanthias dispar là hai loài kiểu mẫu để cá mào gà Ecsenius midas và cá thia Lepidozygus tapeinosoma bắt chước kiểu hình; ngoài ra, hai loài sau còn lẫn vào đàn của hai loài trước để cùng kiếm ăn.
Số gai ở vây lưng: 10 (gai thứ 2 vươn cao, đặc biệt dài ở cá đực); Số tia vây ở vây lưng: 17–18; Số gai ở vây hậu môn: 3; Số tia vây ở vây hậu môn: 7; Số gai ở vây bụng: 1; Số tia vây ở vây bụng: 5; Số tia vây ở vây ngực: 20–21; Số vảy đường bên: 54–58.

## Sinh thái học
N. bartlettorum thường tập hợp thành đàn lớn. Cá đực sống theo chế độ hậu cung, gồm nhiều cá cái và cá con dưới sự cai quản của nó. Thức ăn của chúng là các loài động vật phù du.